# Dialog Axiata
Dialog Axiata PLC, DBA Dialog (anteriormente Dialog Telekom), es el proveedor de servicios de telecomunicaciones más grande de Sri Lanka, con una red móvil de más de 10,14 millones de suscriptores y un 57% del mercado móvil esrilanqués. Dialog es una filial  de Axiata Group Berhad, que posee un 83.32% de la compañía, mientras el resto está en manos minoristas. Dialog cotiza en la Bolsa de Colombo desde junio de 2005. En agosto de 2015, Dialog Axiata era la 5ª compañía cotizada de  Sri Lanka, con un valor aproximado de LKR 96.700 millones (unos $715 millones de dólares) de capitalización.
La compañía opera en 2.5G, 3G, 3.5G y 4G LTE. Es el primer operador con 3G y HSPA+ en Asia del Sur. En abril de 2013, Diálogo Axiata lanzó un móvil 4G LTE con servicios de amplio espectro. Además de su negocio base de telefonía móvil, la compañía ofrece una cartera de servicios que incluyen televisión por satélite. Dialog Axiata ya era el primer operador móvil de la península de Jaffna en Sri Lanka antes del acuerdo de alto el fuego en 2002 y desde 2009 extiende su red de GSM por las provincias del norte y este de Sri Lanka. Tiene aproximadamente una cuota del 80% en la región. Es socio oficial del operador móvil Vodafone.

## Historia
En 1993 comenzó a operar Telekom Malasia Berhad (TM), propiedad del grupo estatal del Gobierno de Malasia, con inversiones de capital riesgo de MTN Networks (90%) y Maharaja Capital (10%). En 1995 nace Dialog Axiata, que utilizaba tecnología GSM y ofrecía un servicio superior comparado a redes equivalentes. En 1996, los promotores locales abandonan su participación y la compañía MTN Networks queda en manos de Telekom Malasia. En 1997, Hans Wijayasuriya fue nombrado CEO de MTN Networks, con solo 29 años. MTN Networks dio beneficios en 1998, cuando Dialog GSM obtuvo 75.000 suscriptores. En la década del 2000, Dialog fue capaz de lograr una posición dominante en el mercado móvil.

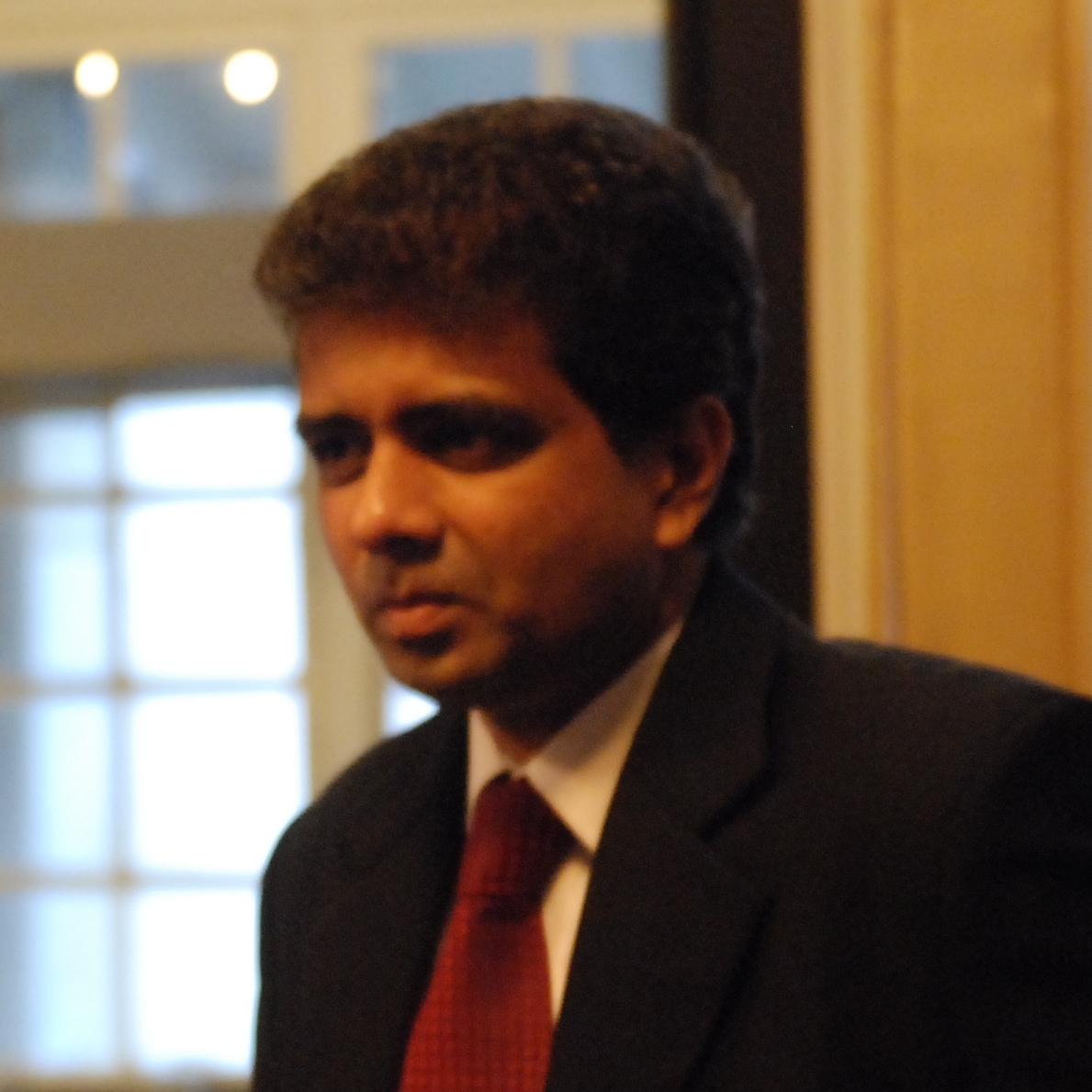
Dr..Hans Wijayasuriya en 2012

En 2001 comenzó como proveedor de internet ISP y servicios GPRS y MMS.En 2002 anunció la venta de servicios de telefonía móvil bajo la marca DialogSAT, en colaboración con Thuraya. En 2004 Dialog GSM logró superar el millón de suscriptores.  En marzo de 2005 MTN Redes Pvt Ltd se transforma en Dialog Telekom Ltd, acontecimiento puesto en escena por Mahathir Mohamad, anterior primer ministro de Malasia. La compañía celebraba a su vez los diez años del nacimiento de las infraestructuras de las telecomunicaciones en Sri Lanka.
En diciembre de 2005, Dialog Telekom adquirió el 100% de MTT Red Pvt Ltd por LKR 1.860 millones (unos $19,2 millones de dólares). En 2006 Dialog Telekom completó la absorción de DTH, satélite proveedor televisivo por LKR 523,8 millones ($4,6 millones), lo que supone la entrada de Dialog en el segmento televisivo.

## Televisión
Dialog proporciona servicio televisivo por satélite con contenido internacional que incluye CNN, BBC, HBO, Cinemax, AXN, Discovery Channel, MTV e Historia, además de una carpeta de canales televisivos esrilanqueses. Se retransmite a través de satélite con tecnología DVB-S. DTV Es el operador de televisión de pago único en Sri Lanka para tener cobertura ancha y era el primer para introducir DVB-T (terrestre) en Sri Lanka. En septiembre de 2014, había 410.000 suscriptores televisivos.

## Línea fija y otros servicios
En diciembre de 2012,  Dialog contaba con 527.000 suscriptores de línea fija y es el 2.º operador telefónico fijo de Sri Lanka. En marzo de 2012 las redes de banda ancha de Dialog habían completado la adquisición de Suntel. Dialog proporciona WiMAX y 4G LTE (TD-LTE), servicios de banda ancha fijos. Su brazo internacional, Dialog Axiata, proporciona servicios internacionales con GSM, 4G LTE, 3G y GPRS.